# Логойда Лілія Святославівна
Логойда Лілія Святославівна (нар. 9 квітня 1987, Тернопіль, Україна) — українська вчена у галузі фармацевтичної хімії та стандартизації лікарських засобів, доктор фармацевтичних наук (2019), професор (2021), завідувач кафедри фармацевтичної хімії Тернопільського національного медичного університету імені І. Я. Горбачевського.

## Життєпис
Л. С. Логойда закінчила з відзнакою Тернопільський державний медичний університет імені І. Я. Горбачевського за спеціальністю «Фармація» у 2009 році  і вступила у магістратуру за спеціальністю «Загальна фармація», яку закінчила з відзнакою у 2010 році.
З 2010 року працює у Тернопільському медичному університету: асистент (2010—2014), старший викладач (2014—2015), доцент (2015—2019), заступник декана фармацевтичного факультету (2013—2017).
Від 2019 року — завідувач кафедри фармацевтичної хімії Тернопільського національного медичного університету імені І. Я. Горбачевського.

## Наукова діяльність
У 2013 році захистила кандидатську дисертацію на тему «Розробка і стандартизація седативного фармакологічного засобу з екстрактами валеріани, меліси та гліцину в таблетках» за спеціальністю 15.00.03 — стандартизація та організація виробництва лікарських засобів.
У 2019 році захистила докторську дисертацію на тему «Науково-теоретичне обґрунтування біоаналітичних досліджень та стандартизації антигіпертензивних засобів з використанням хроматографічних методів» за спеціальністю 15.00.02 — фармацевтична хімія та фармакогнозія.
У 2021 років Логойді Л. С. присвоєно вчене звання професора.
Під керівництвом Логойди Л. С. захищено п'ять дисертаційних робіт на здобуття наукового ступеня доктора філософії    і виконується одна дисертаційна робота на здобуття наукового ступеня доктора філософії.
Виконавець гранту НАТО Project SPS G6031 - “Wearable Smart Patches for Multimodal Wound Healing - DRESWOUTRE'' (2023-2025 рр.) у співпраці з іноземними партнерами 

## Редакційна та громадська робота
Логойда Лілія Святославівна веде активну громадську роботу, зокрема, вона є:
- членом редакційної колегії журналу «Universal Journal of Pharmaceutical Research»[16];
- членом редакційної колегії журналу «International Journal of Green Pharmacy»[17];
- членом редакційної колегії журналу «B R Nahata Smriti Sansthan International Journal of Pharmaceutical and Biological Archive»[18];
- членом редакційної колегії журналу «International Journal of Medicine and Medical Research»[19];
- членом редакційної колегії журналу «Медична та клінічна хімія»[20];
- членом редакційної колегії журналу «ScienceRise: Pharmaceutical Science»[21].
- членом редакційної колегії журналу «Scientific Reports»[22]
- Член спеціалізованих докторських рад Д 35.600.02 (ЛНМУ) [23] та Д 64.605.01 (НФаУ)[24]

Експерт МОЗ напрямку «Фармація. Клінічна фармація. Клінічна фармакологія»

## Нагороди
У 2020 році нагороджена Медаллю Святого Пантелеймона у номінації «За наукові здобутки в медицині». 
Лауреат Конкурсу «Молодий Вчений Року 2023» (номінація «Хімія») 

## Науковий доробок
Є автором і співавтором понад 200 праць, серед них навчально-методичні і наукові публікації, 15 патентів на корисну модель і 1 монографія.
Основні наукові праці
1. Розробка і стандартизація седативного фармакологічного засобу з екстрактами валеріани, меліси та гліцину в таблетках (канд. дис.). — Харків, 2013;
2. Науково-теоретичне обґрунтування біоаналітичних досліджень та стандартизації антигіпертензивних засобів з використанням хроматографічних методів (докт. дис.). — Львів, 2019;
3. Development of a Novel, Fast, Simple HPLC method for determination of atorvastatin and its impurities in tablets // Scientia Pharmaceutica. — 2021. — Vol. 89. — P. 1-16 (співавт.);
4. New liquid chromatography assays for simultaneous quantification of antihypertensives atenolol and valsartan in their dosage forms // Journal of Separation Science. — 2021. — Vol. 44. — Р. 565—575 (співавт.);
5. Novel HPLC-UV method for simultaneous determination of valsartan and atenolol in fixed dosage form; Study of green profile assessment // Pharmacia. — 2021. — Vol. 68(1). — P. 43–51 (співавт.);
6. Synthesis and antimicrobial activity of 5-R-benzyl-2-(arylidenehydrazono)thiazolidin-4-ones // Biopolymers and Cell. — 2020. — Vol. 36. N 6. — P. 457—465 (співавт.);
7. Quality by design approach for simultaneous determination of original active pharmaceutical ingredient quinabut and its impurities by using HPLC. Message 1 // Pharmacia. — 2021. — Vol. 68(1). — P. 79–87 (співавт.);
8. Method development and validation for the determination of residual solvents in quinabut API by using gas chromatography. Message 2 // Pharmacia. — 2021. — Vol. 68(1). — P. 53–59 (співавт.);
9. Development of a novel, fast, simple, nonderivative HPLCmethod with direct UV measurment for quantification of memantine hydrochloride in tablets // Journal of Separation Science. — 2020. — Vol. 43. — Р. 3482-3490 (співавт.);
10. A validated LC-MS/MS method for the quantification of amlodipine, bisoprolol, enalapril and enalaprilat — Application to pharmacokinetic study in healthy volunteers // Microchemical Journal. — 2020. — Vol. 155. — P. 104700 (співавт.);
11. Development and validation of HPLC method for the simultaneous determination of enalapril maleate in present of their impurities: application to tablet analysis // International Journal of Applied Pharmaceutics. — 2018. — Vol. 10, № 1. — Р. 98–102 (співавт.);
12. A HPLC-MS/MS method development and validation for the simultaneous determination of bisoprolol and enalapril in the present of enalaprilat in human plasma // International Journal of Applied Pharmaceutics. — 2018. — Vol. 10, № 2. — Р. 31–40 (співавт.);
13. Bioanalytical method development and validation from the simultaneous determination of verapamil and enalapril in the present of enalaprilat by HPLC MS/MS // International Journal of Applied Pharmaceutics. — 2018. — Vol. 10, № 3. — Р. 19–27.
14. A HPLC-MS/MS method development and validation for the simultaneous determination of nifedipine and enalapril in human plasma // International Journal of Applied Pharmaceutics. — 2018. — Vol. 10, № 4. — Р. 35–42.
15. Development of methods for the determination of bisoprolol in tablets / [L. Logoyda, Y. Kondratova, D. Korobko]. — 2017. — Lambert Academic Publishing. — 56 с (монографія).
16. Halka L., Kucher T., Kryskiw L., Piponski M., Furdela I., Uglyar T., Poliak O., Logoyda L. Development of the spectrophotometric method for the determination of rosuvastatin in tablets by using bromophenol blue // ScienceRise: Pharmaceutical Science. - 2023. - Vol. 2 (42). – Р.  11–19.
17. Typlynska K., Kondratova Y., Logoyda L. Development of methods of quality control of the tablets «Ramipril»  // Sci. Pharm.  - 2023.  - Vol.  91.  - 21 .
18. Horyn M., Piponski M., Zaremba T., Kucher T., Krstevska Balkanov S., Bakovska Stoimenova T., Korobko D., Potikha N., Kryskiw L., Logoyda L. Application of salts of chaotropic anions in the development of HPLC methods for the determination of meldonium in dosage forms // ScienceRise: Pharmaceutical Science.  - 2023. - 1 (41). - Р. 14–22.
19. Zahrychuk H. Y., Gladkov E. S., Kyrychenko A. S., Poliovyi D. O., Zahrychuk O. M., Kucher T. V., Logoyda L. S. Structure-based rational design and virtual screening of valsartan drug analogs towards developing novel inhibitors of angiotensin II type 1 receptor // Biointerface Research in Applied Chemistry. – 2023. – Vol. 13, Is. 5. – Р. 1-13.
20. Horyn M., Kryskiw L., Kucher T., Poliak O., Zarivna N., Zahrychuk H., Korobko D., Peleshok K., Logoyda L. Development of the spectrophotometric method for the determination of metoprolol in tablets by using bromophenol blue // ScienceRise: Pharmaceutical Science.- 2022. - Vol. 6 (40). – Р. 29–35.
21. Horyn M., Kucher T., Kryskiw L., Poliak O., Zarivna N., Peleshok K., Logoyda L. Development of the spectrophotometric method for the determination of metoprolol tartrate in tablets by using bromocresol green // ScienceRise: Pharmaceutical Science. - 2022. - Vol.  5 (39). – Р. 55–63.
22. Shulyak N., Protsyk S., Kucher T., Kryskiw L., Poliak O., Mosula L., Logoyda L. Development  of  the  spectrophotometric  method  for  the  determination of atorvastatin  calcium in tablets by using bromophenol blue  // Methods and objects of chemical analysis. – 2022. – Vol. 17. – P. 17-32.
23. Piponski M., Horyn M., Grncaroska K., Oleshchuk O., Petrovska E., Angelevski S., Uglyar T., Kucher T., Logoyda L. Concepts for a new rapid and simple HPLC method for simultaneous determination of Metoprolol and Meldonium in pharmaceutical dosage forms // Sci. Pharm. - 2022. - Vol. 90. - P. 65.
24. Shulyak N., Protsyk S., Kucher T., Kryskiw L., Poliak O., Zarivna N., Logoyda L. Development of the spectrophotometric method for the determination of atorvastatin in tablets by using bromothymol blue // ScienceRise: Pharmaceutical Science. - 2022. - Vol.  4 (38). – Р 89-97.
25. Piponski M., Stoimenova T. B., Melnyk T., Kovalenko S., Todevska E.L., Velkovski M., Deeb S.E., Mysula Y., Logoyda L. Concepts for new rapid simple HPLC method for quantification of fosfomycin trometamol in pharmaceutical dosage forms with direct UV detection // Sci. Pharm. – 2022. – Vol. 90. – P. 35.
26. Asmari M., Wang X., Casado N., Piponski M., Kovalenko S., Logoyda L., Hanafi R.S., El Deeb S. Chiral Monolithic Silica-Based HPLC Columns for Enantiomeric Separation and Determination: Functionalization of Chiral Selector and Recognition of Selector-Selectand Interaction // Molecules. – 2021. – Vol. 26. – P. 5241.
27. Shulyak N., Piponski M., Kovalenko S., Bakovska T.  Stoimenova, Drapak I., Piponska M., R. Rezk M., Donkor Abbeyquaye A., Oleshchuk O., Logoyda L. Chaotropic salts impact in HPLC approaches for simultaneous analysis of hydrophilic and lipophilic drugs // Journal of Separation Science. – 2021. – Vol. 44. – Р. 2908-2916.
28. Horyn M., Kryskiw L., Kucher T., Zarivna N., Poliak O., Logoyda L. Novel ecofriendly spectrophotometric methods for the determination of six dihydropyridines calcium channel blockers through derivatization with sulfophtalein dye: application to tablet analysis // BMC Chemistry. – 2025. – Vol. 19, 8.
29. Halka L., Kucher T., Piponski M., Kryskiw L., Zarivna N., Horyn M., Horlachuk N., Duve K., Logoyda L. Four ecofriendly spectrophotometric methods for the determination of perindopril through derivatization with sulphophtalein dyes: application to tablet analysis //  BMC Chemistry. -  2024. - Vol. 18.
30. Typlynska K., Kondratova Y., Horyn M., Logoyda L. Ultra-performance liquid chromatography-mass spectrometry methods for the determination of the residual quantities of ramipril and hydrochlorothiazide for controlling the cleaning of equipment  //  ScienceRise: Pharmaceutical Science. - 2024. -  Vol. 4(50). - P. 35–43.
31. Piponski M., Halka L., Kucher T., Kryskiw L., Horyn M., Zarivna N., Duve K, Logoyda L. Concepts for a new rapid and simple hplc method for simultaneous determination of rosuvastatin and perindopril in dosage forms. // Sep Sci plus.  – 2024. – e202400101.
32. Kryskiw L., Horyn M., Kucher T., Zarivna N., Poliak O., Logoyda L. Novel eco-friendly spectrophotometric determination of lercanidipine hydrochloride in tablets using methyl red // ScienceRise: Pharmaceutical Science. - 2024. -  Vol. 3 (49). - P. 47–53.
33. Horyn M., Piponski M., Poliak O., Shulyak N., Sulyma M., Logoyda L. Development of the spectrophotometric method for the determination of meldonium in capsules by using alizarine // ScienceRise: Pharmaceutical Science. – 2024. - Vol. 1 (47). – Р. 12-19.
34. Piponski M., Topkoska-Naumoska M., Slaveska-Spirevska I, Miloshevska M., Korobko D., Symaniuk T., Chichebem Okeke V., Zimych A., Logoyda L. Concepts and principles for new rapid simple liquid chromatography method for quantification of antioxidants resveratrol, vitamin E, and coenzyme Q10 in capsules with high-performance liquid chromatography with a photo-diode array detector  // J Sep Sci . – 2024. – Vol 47. – Р.  2300585.
35. Al-Karmalawy A. A., El-Subbagh H. I., Logoyda L., Lesyk R.B., El-Gamal M. I. Editorial: Recent advances in the research and development of kinase-inhibitory anticancer molecules // Front. Chem. – 2023. - Vol. 11. – Р. 1328424.
36. Abdel-Megied A. M., Kovalenko S., Elbarbry F. A., Piponski M., Oleshchuk O., El Deeb S., Magdy G., Belal F., Grochovuy T., Logoyda L. . LC– MS/MS bioanalytical method for the quantitative analysis of nifedipine, bisoprolol, and captopril in human plasma: Application to pharmacokinetic studies // Biomedical Chromatography. - 2023. - e5664.